# Stazione di Sansecondo
La stazione di Sansecondo è una fermata ferroviaria posta lungo la linea Centrale Umbra; serve il centro abitato di San Secondo, frazione del comune di Città di Castello.